# МАЗ-7917
МАЗ-7912/МАЗ-7917 — серийный тяжелый колесный грузовой автомобиль Минского автомобильного завода.
МАЗ-7912 имел неполноприводное семиосное шасси (14 × 12 ) и разрабатывался в основном для автономной пусковой установки (АПУ) комплекса РТ-2ПМ «Тополь» (обозначение ГРАУ — 15Ж58). Конструктивно схож с МАЗ-547А.
В середине 1980-х была разработана модель 7917, удлиненная на 1 м с переработанными кабинами экипажа (как у МАЗ-7916).
- Двигатель дизель В-58-7 (V12)
- Мощность, л. с. 710
- Запас топлива, л 825
- Максимальная скорость, км/ч 40
- Запас хода, км 400

С 90х годов стали устанавливать двигатель ЯМЗ, мощностью 740 л.с.
На сегодняшний день выпускается также восьмиосный вариант МЗКТ-79221 для комплекса «Тополь-М».